# Hauptstrasse 172
Die Hauptstrasse 172 (französisch Route principale 172) ist eine Schweizer Hauptstrasse im Kanton Neuenburg gemäss der vom Bundesrat in Kraft gesetzten Durchgangsstrassenverordnung. Sie verbindet in der Agglomeration Neuenburg Ortschaften und Quartiere in den Gemeinden Laténa und Neuenburg mit dem Autobahnzubringer Neuchâtel-Vauseyon.
Im Strassensystem des Kantons Neuenburg ist die Route dagegen, im Unterschied zu den meisten anderen nationalen Hauptstrassen im Kanton, nicht als Haupt- oder Kantonsstrasse, sondern nur als Kommunalstrasse (routes communales) eingestuft.

## Verlauf
Die rund sieben Kilometer lange Hauptstrasse 172 zweigt in Saint-Blaise von der Hauptstrasse 5 sowie der Hauptstrasse 10 ab und steigt am Berghang in westlicher Richtung nach Hauterive hinauf. Sie erreicht das Stadtgebiet von Neuenburg und durchquert die Quartiere La Coudre, Nord, Pierre-à-Bot – Acacias, Alpes und Draizes – Vauseyon. Nach der Brücke über die Schlucht des Flusses Seyon endet sie im Kreisel Giratoire de Vauseyon an der Hauptstrasse 10 und der Autobahnzufahrt zur Autobahn A20.